# Späting (Patrizierfamilie)

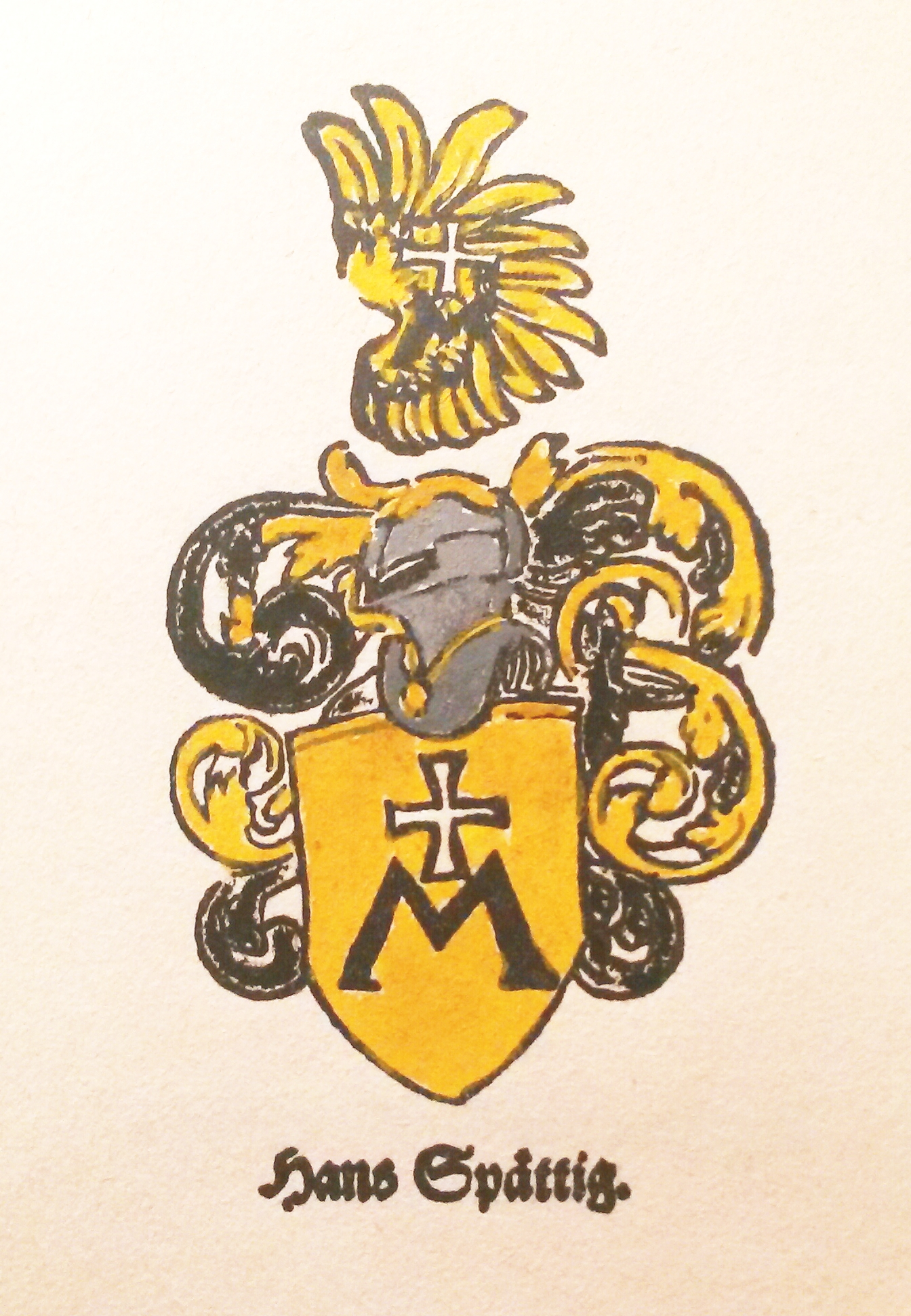
Wappen Hans Spättig (1612)

Die Familie Späting (Spetin, Spätig) war eine Berner Patrizierfamilie, die seit ungefähr 1450 das Burgerrecht der Stadt Bern besass und 1756 im Mannsstamm erlosch.
Ein Hufschmied Niklaus Späting erscheint 1464 in einer Urkunde als Gesessen zu Bern. Die Späting gehörten der Gesellschaft zum Mohren und der Gesellschaft zu Schiffleuten an.
Mehrere Familienangehörige waren im 16. und 17. Jahrhundert Schleifer.

## Personen
- Vinzenz Späting, Schiffer, des Grossen Rats, Täufer
- Paul Späting († 1570), Schaffner zu Hettiswil
- Johann Späting (II.) (1539–1611), Grossweibel, Schultheiss zu Thun, des Kleinen Rats, Hofmeister zu Königsfelden
- Niklaus Späting (1576–1611), Gerber, Rathausammann, Obervogt zu Schenkenberg
- Johannes Späting († 1756)[2], ultimus, Notar